# Alain Flick
Pour les articles homonymes, voir Flick.
Alain Flick est un acteur, poète et metteur en scène français, né le 26 janvier 1949 à Paris 12e, et mort le 3 avril 2024 à Suresnes, Hauts-de-Seine,.
Spécialisé dans le doublage, il est la voix française d'Abraham Benrubi dans la série Parker Lewis ne perd jamais, David Anthony Higgins dans Malcolm et Varys (Conleth Hill) dans la série Game of Thrones.
Dans le domaine de l'animation, il est la première voix de Michelangelo dans Tortues Ninja : Les Chevaliers d'écaille.

## Biographie
Alain Flick commence sa carrière au début des années 1960 au théâtre et se poursuit jusqu'à la fin des années 2010.
En 2001, Alain Flick se rend au Québec pour rendre hommage au poète Bernard Dimey, lors de la 20e année de son décès.

## Théâtre
- 1971 : Crime et Châtiment de Fiodor Dostoïevski, mise en scène Robert Hossein, Reims
- 1972 : Roméo et Juliette de William Shakespeare, mise en scène Robert Hossein, Reims,
- 1973 : Théâtre de la Porte-Saint-Martin
- 1986 : L'Opéra de quat'sous de Bertolt Brecht, mise en scène Giorgio Strehler, Théâtre du Chatelet
- 1991 : Amadeus de Peter Shaffer, mise en scène Jean-Luc Tardieu, Théâtre Montparnasse
- 1992 : Dédé d'Henri Christiné et Albert Willemetz, mise en scène Jean-Paul Lucet, Théâtre des Célestins
- 2007 : Un Cœur dans le rouge, spectacle d'Alain Flick sur des textes de Bernard Dimey

## Filmographie

### Cinéma
- 1974 : Les Bidasses s'en vont en guerre de Claude Zidi
- 1978 : Et la tendresse ? Bordel ! de Patrick Schulmann
- 1979 : Le Mouton noir de Jean-Pierre Moscardo
- 1980 : C'est encore loin l'Amérique ? de Roger Coggio
- 1980 : Rendez-moi ma peau… de Patrick Schulmann
- 1982 : Meurtres à domicile de Thomas Owen
- 1983 : La Balance de Bob Swaim (non crédité)
- 1986 : Poussière d'étoiles d'Agnès Merlet (court métrage, Prix Jean-Vigo)
- 1987 : Bernadette de Jean Delannoy
- 1991 : Le Comte Max (Il conte Max) de Christian De Sica
- 1993 : Les Ténors de Francis de Gueltzl
- 1998 : Le Nain rouge d'Yvan Le Moine
- 2003 : L'Outremangeur de Thierry Binisti

### Télévision
- 1976 : Minichronique de René Goscinny et Jean-Marie Coldefy, épisode L'Angoisse : le taxi
- 1978 : Les Folies Offenbach, épisode Le Passage des Princes de Michel Boisrond
- 1980 : Médecins de nuit de Jacques Tréfouël, épisode : L'entrepôt (série télévisée)
- 1981 : Au théâtre ce soir : Mort ou vif de Max Régnier, mise en scène Christian Duroc, réalisation Pierre Sabbagh, Théâtre Marigny
- 1981 : Messieurs les jurés, L'Affaire Bernay de Jacques Krier
- 1982 : Les Nouvelles Brigades du Tigre de Victor Vicas, épisode Made in USA de Victor Vicas (l'avocat)
- 1983 : Les Nouvelles Brigades du Tigre de Victor Vicas, épisode : Lacs et Entrelacs (le garde-barrière)
- 1985 : Les Cinq Dernières Minutes : Crime sur Megahertz de Joannick Desclers
- 1989 : Tribunal : François Lebrizec ; épisode duel de clowns, saison 1
- 1996 : Les Vacances de l'amour : Robert Galfi
- 2002 : Napoléon : le Prince Ferdinand VII d'Espagne

## Doublage

### Cinéma

#### Films
- Danny DeVito dans :
  - Drôle de séducteur (1977) : l'assistant directeur
  - En route vers le Sud (1978) : Hog
- John Candy dans :
  - 1941 (1979) : le soldat Foley
  - Tribunal Fantôme (1991) : Dennis / Eldona
- Preston Lacy dans :
  - Jackass 3 (2010) : lui-même
  - Jackass 4.5 (2022) : lui-même
- 1980[5] : Tu fais pas le poids, shérif! : Doc (Dom DeLuise)
- 1980[6] : Une nuit folle, folle : Harold (Stephen Furst)
- 1981 : La Galaxie de la terreur : le commandant Ilvar (Bernard Behrens)
- 1982 : Les Guerriers du Bronx : Leech (Angelo Ragusa)
- 1984 : Terminator : le chef des Punks (Bill Paxton)
- 1984 : Exterminator 2 : ? ( ? )
- 1984 : L'Épée du vaillant : le sage (David Rappaport)
- 1985 : Pee-Wee Big Adventure : Francis (Mark Holton)
- 1986 : Trick or Treat : Roger Mockus (Glen Morgan)
- 1986 : Une baraque à tout casser : Jack Schnittman (Josh Mostel)
- 1986 : Biggles : Chuck (William Hootkins)
- 1988 : Mississippi Burning : Lester Cowens (Pruitt Taylor Vince)
- 1988 : Piège de cristal : Argyle (De'voreaux White)
- 1988 : Un prince à New York : Oha (Paul Bates)
- 1988 : Vibes : Ingo Swedlin (Googy Gress)
- 1990 : 48 heures de plus : le chauffeur de bus (Allan Graf)
- 1991 : Junior le terrible 2 : Murph (Eric Edwards)
- 1998 : Sexcrimes : Walter (Marc Macaulay (en))
- 1998 : Snake Eyes : Ned Campbell (David Anthony Higgins)
- 2000 : Le Plus Beau des combats : Louis Lastik (Ethan Suplee)
- 2002 : Au service de Sara : Tony (Vincent Pastore)
- 2003 : Stupeur et tremblements : Omochi (Bison Katayama)
- 2004 : Torque, La Route S'Enflamme : Sonny (Faizon Love)
- 2005 : On arrive quand ? : Ernst (C. Ernst Harth)

#### Films d'animation
- 1962[n 1] : Simbad le Marin : Abdulla
- 1962[n 2] : Les Cygnes Sauvages : L'un des frères
- 1968[n 3] : Babar, le Petit Eléphant[7] : le narrateur
- 1971[n 3] : Babar en Amérique[8] : le narrateur
- 1981 : Le Mystère de la troisième planète : Dr Sputnik, McKay et le robot
- 1991 : La Princesse et la Forêt magique : Glump
- 1998 : Hercule et Xena : La Bataille du mont Olympe : le chef des Titans

### Télévision

#### Séries télévisées
- Paul Schrier dans (6 séries) :
  - Power Rangers (1993-1995) : Farkus 'Bulk' Bulkmeier
  - Alien Rangers (1996) : Farkus 'Bulk' Bulkmeier
  - Power Rangers : Zeo (1996) : Farkus 'Bulk' Bulkmeier
  - Power Rangers : Turbo (1997) : Farkus 'Bulk' Bulkmeier
  - Power Rangers : Dans l'Espace (1998) : Farkus 'Bulk' Bulkmeier
  - Power Rangers : L'Autre Galaxie (1999) : Farkus 'Bulk' Bulkmeier
- Ed Neil dans (5 séries) : 
  - Power Rangers (1993-1995) : le Seigneur Zedd
  - Alien Rangers (1996) : le Seigneur Zedd
  - Power Rangers : Zeo (1996) : le Seigneur Zedd
  - Power Rangers : Turbo (1997) : Rigog
  - Power Rangers : Dans l'espace (1998) : le Seigneur Zedd
- Kenny Graceson dans : 
  - Power Rangers : Zeo (1996) : Elgar
  - Power Rangers : Dans l'Espace (1998) : Elgar
- Abraham Benrubi dans :
  - Parker Lewis ne perd jamais : Larry Kubiac
  - Mariés, deux enfants : Jimmy (saison 7, épisode 25)
- 1985-1989 : Clair de lune : Herbert Viola (Curtis Armstrong)
- 1989-1998 : Seinfeld : Mickey Abbott (Danny Woodburn)
- 1994-1996 : VR Troopers : Monstres Divers
- 1995-1996 : Masked Rider : Hal Stewart / Double Face (David Stenstrom) & (Michael Sorich)
- 1998 : Power Rangers : Dans l'Espace : Dark Honda (Steve Kramer)
- 1999 : Stargate SG-1 : Canon (Alan C. Peterson) (saison 3 épisode 8)
- 1999 : Power Rangers : L'Autre Galaxie : Le Professeur Phenomenous Ingenious (Jack Banning) (1er Voix)
- 1999-2000 : Les Soprano : Salvatore « Big Pussy » Bonpensiero (Vincent Pastore)
- 2000-2001 : Tessa à la pointe de l'épée : Don Gaspar Hidalgo (Tacho González)
- 2000-2006 : Malcolm : Craig Feldspar (David Anthony Higgins)
- 2003 : The Shield : Stu Kleinsausser (Mike Bruner) (saison 2, épisode 7)
- 2004-2011 : Rescue Me : Les Héros du 11 septembre : Le Lieutenant Kenneth « Lou » Shea (John Scurti)
- 2005 : Stargate SG-1 : Fred (Eric Keenleyside) (saison 8 épisode 15)
- 2006 : Ma famille d'abord : Monty (Frank Payne)
- 2007-2013 : Les Sorciers de Waverly Place : M. Herschel Laritate (Bill Chott)
- 2009 : Bones : Chip (Poetri)
- 2009 : Ghost Whisperer : Mitch Larson (Jerry Kiernion) (saison 5, épisode 10)
- 2011-2019 : Game of Thrones : Lord Varys (Conleth Hill)

#### Séries d'animation
- 1978[n 4] : Starzinger : Les Chevaliers de l'Espace[9] : Hector, un méchant
- 1983-1984[n 5] : Tommy et Magalie : Professeur Poitou
- 1984-1987 : Les Entrechats : Marcel
- 1984-1990 : Les Muppets Babies : Fozzie (2e voix)
- 1985-1986 : Jayce et les Conquérants de la lumière : Oon (épisodes 1, 4, 5 et 6)
- 1986-1987 : Les Aventures de Teddy Ruxpin : Jack W. Tweeg
- 1987 : Diplodo : Diplodhesif (Diplodo orange)
- 1987 : Fraggle Rock... and Roll[10] : Junior
- 1987 : Les Familles Sylvanians[11] : Herb Lapin Brun
- 1987-1988 : Bécébégé : Buck
- 1987-1991[n 6] : Nicky Larson : Edouard (épisodes 50 et 51)
- 1987-1996[n 6] : Tortues Ninja : Michelangelo (épisodes 1 à 106) , Rocksteady (épisodes 1 à 106)
- 1988-1993 : Comte Mordicus : voix diverses
- 1989-1997 : Dragon Ball Z : Sangoku (épisodes 165 à 167) et Gohan du futur (épisode 164)
- 1990 : He-man, le héros du futur : voix additionnelles
- 1992-1993 : Graine de champion : voix additionnelles
- 1992-1994 : Un Garçon Formidable : le collègue de Clothilde (épisode 2) et Gaston Latache (épisode 3)
- 1993 : Gargantua : voix additionnelles
- 1995 : L'Histoire sans Fin : Gluckuk
- 1995 : Rock amis : Major
- 1995-1996[n 7] : Gundam Wing : voix additionnelles
- 1996-1997 : La Légende de Zorro : Capitaine Jekyll et voix additionnelles
- 1998 : Patrouille 03 : Rhino
- 1998 : Alexander : Platon
- 1998-1999 : Hercule : Cupidon
- 2001 : Cosmowarrior Zero : La Jeunesse d'Albator : le barman
- 2006-2010 : Petite Princesse : le jardinier, le général et le chat

### Jeux vidéo
- 1997 : Blade Runner : Early Q
- 2003 : Star Wars: Knights of the Old Republic : Maître Dorak
- 2005 : Star Wars: Knights of the Old Republic 2 - The Sith Lords : le colonel Tobin et Corrun Falt
- 2005 : TimeSplitters: Future Perfect : Jacob Crow et voix additionnelles
- 2012 : Game of Thrones : Le Trône de fer : Varys
- 2017 : Assassin's Creed Origins : voix additionnelles